# Typhlocyba montana
Typhlocyba montana är en insektsart som beskrevs av Irena Dworakowska 1982. Typhlocyba montana ingår i släktet Typhlocyba och familjen dvärgstritar. Inga underarter finns listade i Catalogue of Life.